# 日米追加条約
日米追加条約（にちべいついかじょうやく、英: Treaty between the United States of America and Empire of Japan、The Convention of Shimoda）は、1857年6月17日（安政4年5月26日）、初代アメリカ合衆国総領事であるタウンゼント・ハリスと下田奉行（井上信濃守・中村出羽守）との間で結ばれた全9か条の条約。先にマシュー・ペリーが結んだ日米和親条約を修補する目的で結ばれた。別名、下田協定あるいは下田協約。
日本側の延引策に加えて、特に居住権、旅行権、為替をめぐって議論白熱し、交渉は10か月にも及んだ。

## 内容
この条約では、長崎に新たに港を開けることやアメリカ人の下田・箱館（後の函館）居留を許可すること、またアメリカと日本の貨幣を同種同重量（金は金、銀は銀）で交換し、日本は6%の改鋳費を徴収することなどが定められた。この条約に書かれた領事裁判権は1858年7月29日（安政5年6月19日）に結んだ日米修好通商条約にも受け継がれた。
条項は以下の通り。
なお、この協定は日米修好通商条約によって内容が上書きされたため、通商条約の発効と同時に廃棄された。

## アメリカ国内
アメリカ国内での締結手続経緯は、以下の通りである。
- 1858年6月15日 - アメリカ合衆国上院（アメリカ合衆国第35議会（英語版））が批准に助言と同意
- 1858年6月30日 - ジェームズ・ブキャナン大統領が批准を裁可、条約締結権行使を宣言